# Complicated (Dimitri Vegas & Like Mike & David Guetta)
Complicated is een nummer uit 2017 van het Belgische dj-duo Dimitri Vegas & Like Mike en de Franse dj David Guetta. Het nummer werd ingezongen door de Amerikaanse zangeres Kiiara.
Het dancepopnummer werd een grote hit in België, en een klein hitje in sommige andere Europese landen. In de Vlaamse Ultratop 50 haalde het nummer de 4e positie, en in de Nederlandse Top 40 de 22e positie.